# Al Hizam Al Akhdar
31°40′N 20°20′Ø / 31.667°N 20.333°Ø
Al Hizam Al Akhdar er en kommune i Libyen. Kommunen har 85.898 indbyggere, og vigtigste by er Al Abyar. Kommunen er beliggende nord i Libyen, og grænser i nord og øst mod Middelhavet, og mod fire andre libyske kommuner.